# Freixedas
Freixedas is een plaats (freguesia) in de Portugese gemeente Pinhel en telt 1066 inwoners (2001).